# Lara Croft: Tomb Raider
Lara Croft: Tomb Raider ist ein Abenteuerfilm des Regisseurs Simon West aus dem Jahr 2001 mit Angelina Jolie in der Hauptrolle. Der Film bedeutete den weltweiten Durchbruch für die Schauspielerin Angelina Jolie. Die Verfilmung basiert auf der Computerspiel-Reihe Tomb Raider. 2003 erschien die Fortsetzung Lara Croft: Tomb Raider – Die Wiege des Lebens, ebenfalls mit Angelina Jolie.

## Handlung
Die alleinstehende Aristokratin Lara Croft wohnt auf ihrem schlossähnlichen Landsitz in England. Offiziell arbeitet sie als Fotojournalistin, aber in Wirklichkeit ist sie Grabräuberin (engl. tomb raider) und immer auf der Suche nach neuen, unentdeckten Schätzen der Vergangenheit. In ihrem weitläufigen Haus trainiert die mutige Abenteurerin für ihre gefährlichen Einsätze, indem sie gegen einen ferngesteuerten Roboter namens Simon kämpft. Dieser wurde vom Computerfreak Bryce entwickelt, der auf dem Gelände in einem Wohnwagen lebt.
Laras neues Abenteuer beginnt, als sie gerade von ihrem verstorbenen und immer noch sehnsüchtig vermissten Vater Lord Richard Croft träumt, der Archäologe war. Durch seine liebevolle Erziehung tröstete er Lara über den Verlust der Mutter hinweg, an die sich Lara nicht mehr erinnern kann. Er hat Lara früher einmal in seiner Bibliothek von einer besonderen Planetenkonstellation erzählt, der Linearkonstellation, bei der alle Planeten in einer Reihe stehen. Sie tritt nur rund alle 5000 Jahre auf. In einer Nacht hört Lara das Ticken einer Uhr – ein übergreifendes Motiv des Filmes. Es setzt zu dem Zeitpunkt ein, an dem die Linearkonstellation eintritt. Die Quelle dieses Geräuschs entdeckt sie in einem ihr bisher unbekannten, geheimen Raum. Es geht von einer besonderen Uhr aus, die das Symbol für das Auge der Vorsehung trägt: In der Mitte eines Dreiecks befindet sich eine leuchtende Kugel, das „Dreieck des Lichtes“. Lara erkennt das Symbol, das auch als das Allsehende Auge bekannt ist, welches in diesem Film als Erkennungszeichen der Illuminati gilt (ein weiteres wiederkehrendes Motiv des Films).
Ein ehemaliger Kollege ihres Vaters weiß nichts mit dem Gegenstand anzufangen, vermittelt Lara aber an einen Anwalt namens Manfred Powell. Zwischen beiden entsteht eine gewisse „sexuelle Spannung“, als sie in dessen sehr luxuriösem Haus erscheint – er wird sich aber später als ihr rücksichtsloser Gegner erweisen. Er kennt den wahren Wert der seltsamen Uhr und will sie mit Gewalt in seinen Besitz bringen. Als Lara gerade an zwei Bungee-Seilen hängend wie eine Ballerina durch die Luft schwingt, überfällt Powell mit einer Gruppe Schwerbewaffneter das Haus. Lara kann sich zwar gegen die Angreifer durchsetzen, aber nicht den Diebstahl der Uhr verhindern.
Am nächsten Morgen bringt ein UPS-Fahrer einen versiegelten Brief ihres Vaters. Der Archäologe hat die Nachricht vor seinem Tod verfasst und verfügt, dass sie an diesem Tag zugestellt wird. Der Brief enthält ein Zitat des Dichters William Blake aus Auguries of Innocence.
| To see a World in a grain of sand, And a Heaven in a wild flower, Hold Infinity in the palm of your hand, And Eternity in an hour. |  | Um die Welt in einem Sandkorn zu sehen und den Himmel in einer wilden Blume, halte die Unendlichkeit auf deiner flachen Hand und die Stunde rückt in die Ewigkeit. |

Lara holt die Werke Blakes aus dem Bücherregal und findet im Einband das Illuminaten-Symbol wieder. Dahinter ist eine ausführlichere Nachricht ihres Vaters versteckt. Er erklärt ihr, dass die Uhr der Schlüssel zu einem Teil eines Dreiecks ist, das seinem Besitzer gottähnliche Macht über die Zeit verleiht. Allerdings wurde das Dreieck damals von den „Menschen des Lichts“, den Illuminati, in zwei Teile – „Vergangenheit“ und „Zukunft“ – zerbrochen, um Missbrauch zu verhindern.

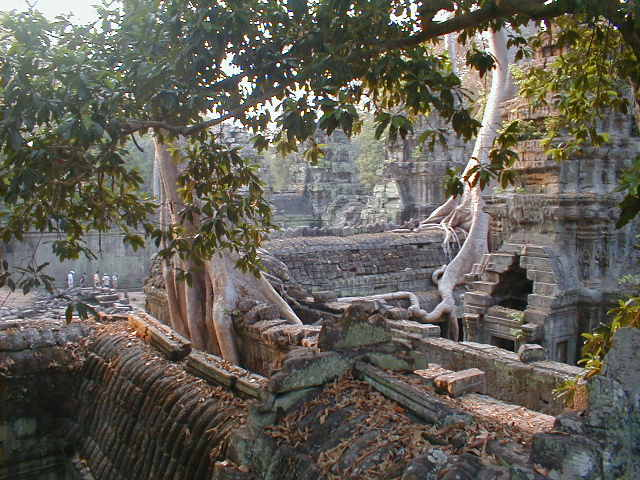
Eine Hälfte des Dreiecks befindet sich im Tempel Ta Prohm in Kambodscha

Laras Vater schreibt, eine Hälfte des Dreiecks befinde sich verborgen im Tempel Ta Prohm in Kambodscha. Er erinnert seine Tochter an einen Jasmin, der nur dort wächst und als Hinweis auf den Eingang zu dem Versteck dient. Lara muss das Versteck rechtzeitig finden, bevor die Linearkonstellation ihre vorletzte Stufe erreicht. Ihr bleiben nur gut 60 Stunden.
Als die Grabräuberin in Kambodscha eintrifft, ist Powell schon vor Ort. Bei ihm ist auch Laras Freund Alex West, der ebenso zu den machthungrigen und skrupellosen Männern gehört. Im weiteren Verlauf des Films wird eine frühere Romanze zwischen ihnen angedeutet. Während sich die Gruppe mit Gewalt Zutritt zum Tempelinneren verschafft, findet Lara mit Hilfe eines Kindes, das wie ein Geist auftaucht und verschwindet, den mit Jasmin markierten Eingang. Im Inneren des Tempels sieht sie, dass ihre Gegner auf der falschen Fährte sind. Lara kennt hingegen die richtige Stelle und kann Powell wenige Sekunden, bevor die Planeten ihre Ausrichtung erreichen, davon überzeugen, ihr die Uhr zu geben, bei der es sich in Wahrheit um einen Schlüssel handelt. Nachdem sie diesen Schlüssel in der passenden Vertiefung in der Tempelwand platziert hat, wird schließlich die erste Hälfte des Dreiecks freigegeben, das sich Lara schnappen kann. Während sie gegen zum Leben erwachte Statuen kämpft, gelingt es Powell jedoch, die Uhr wieder in seinen Besitz zu bringen. Lara reist weiter nach Angkor, wo sie von buddhistischen Mönchen gesegnet und ihre im Kampf erhaltene Wunde auf wundersame Weise geheilt wird.
Damit stehen beide Parteien vor dem Problem, dass die Macht nur erlangt werden kann, wenn beide Gegenstände – das Dreieck und die Uhr – vereinigt werden. Als sie einige Zeit später in Venedig wieder aufeinandertreffen, erfährt Lara von Powell, dass ihr Vater Mitglied der Illuminati war und Powell über ihren Vater als Mentor auch zu diesem Bund gestoßen ist. Mit dem Hinweis, dass sie ihren Vater wiedersehe, wenn sie über die Zeit bestimmen könne, überredet Powell seine Gegnerin schließlich zur Zusammenarbeit.
Ihre nächste Reise führt sie zu einem Meteoritenkrater in der Eiswüste Sibiriens, wo sich früher einmal das Zentrum der „Erleuchteten“ befand. Auf dem Weg dorthin erscheint Lara ein Mädchen, das von ihrem Vater spricht und sie warnt. In einem unterirdischen Raum mitten in einem Krater sehen sie eine riesige mechanische Nachbildung des Sonnensystems, ein Orrery. Lara findet erneut die vorgesehene Vertiefung für die Uhr und holt damit die zweite Hälfte des Dreiecks hervor, gerade rechtzeitig zur kurz bevorstehenden Sonnenfinsternis. Doch als Powell die beiden Teile zusammenfügt, geschieht zunächst nichts. Daraufhin tötet er Alex mit einem Messerwurf. Lara versucht den Sterbenden zu retten, woraufhin sich die beiden näherkommen. Lara erinnert sich in diesem Moment an das Gedicht und sucht das Sandkorn in der Uhr. Erst mit dieser kleinen Ergänzung ist das Dreieck vollständig. Als die letzte Stufe der Planetenkonstellation erreicht ist, verschmelzen Gegenwart und Vergangenheit. In einem traumsequenzähnlichen Wettlauf mit Powell auf die erleuchtete Spitze einer Pyramide gewinnt Lara. Sie trifft in einem Zelt ihren Vater, der ihr jedoch trotz aller Freude über das Wiedersehen befiehlt, das Dreieck zu zerstören. Bevor sie dies befolgt, dreht sie die Zeit noch so weit in die Vergangenheit zurück, um den Mord an Alex zu verhindern. Dann beginnt der unterirdische Raum einzustürzen. Powell erzählt Lara, wie er ihren Vater umgebracht hat, und zeigt ihr dann eine Taschenuhr, die eine Erinnerung an ihre Mutter ist. Die Grabräuberin besiegt ihren Gegner im Faustkampf und kann mit der Uhr noch gerade rechtzeitig aus der Höhle fliehen. Sie kehrt auf ihr Anwesen zurück und widmet sich dort wieder dem Kampfsport-Training mit dem Roboter, wobei sie aber jetzt ein für sie untypisches, vornehmes Kleid trägt.

## Hintergrund

### Produktion
Der Film wurde an internationalen Schauplätzen, darunter in Hongkong sowie am Angkor Wat in Kambodscha gedreht. Zu den Drehorten im Vereinigten Königreich zählen Schauplätze in Suffolk, die Pinewood Studios in Iver Heath, Hatfield in Hertfordshire sowie der Windsor Great Park. Weitere Drehorte sind in London oder der direkten Umgebung zu finden, darunter die Tower Bridge, die Battersea Power Station, das Dulwich College, das Old Royal Naval College sowie das Natural History Museum. Die Szenen, die gegen Ende des Films in Sibirien spielen, wurden in Jökulsárlón auf Island gedreht. Die Dreharbeiten begannen am 31. Juli 2000 und endeten am 30. November 2000. Für die Dreharbeiten des Films stand ein Budget in geschätzter Höhe von 115 Millionen US-Dollar zur Verfügung.

### Veröffentlichung
Am 11. Juni 2001 feierte der Film in den USA seine Premiere. Ab dem 15. Juni 2001 war den Film in den US-amerikanischen Kinos zu sehen. In Deutschland und der Schweiz lief der Film am 28. Juni 2001 in den Kinos an. Im Vereinigten Königreich kam er am 6. Juli 2001 in die Kinos. Concorde Video veröffentlichte den Film am 29. Juli 2003 auf DVD mit einer FSK-12-Freigabe.
Der Film wurde am 29. Dezember 2004 als Free-TV-Premiere zur Hauptsendezeit auf ZDF ausgestrahlt. Von 3,18 Millionen Zuschauern bei einem Marktanteil von 23,6 Prozent in der werberelevanten Zielgruppe wurde der Film gesehen. Insgesamt verfolgten ihn 5,12 Millionen bei 15,4 Prozent Marktanteil.

### Einspielergebnis
Am Eröffnungswochenende spielte der Film in den USA über 47,7 Millionen US-Dollar ein. Im Vereinigten Königreich beliefen sich die Einnahmen am Eröffnungswochenende auf über 3,8 Millionen Pfund Sterling. Insgesamt wurden an den US-amerikanischen Kinokassen mehr als 131,1 Millionen US-Dollar eingenommen. Im Vereinigten Königreich summierten sich die Einnahmen auf mehr als 12,7 Millionen Pfund Sterling. Weltweit konnten Einnahmen in Höhen von umgerechnet mehr als 274,7 Millionen US-Dollar verbucht werden. An den deutschen Kinokassen wurden mehr als 2,3 Millionen Besucher gezählt.
Das Einspielergebnis war Anfang der 2000er Jahre das beste Einspielergebnis, das mit einem Action-Film mit weiblicher Hauptrolle erzielt wurde und konnte sich damit noch vor Aliens – Die Rückkehr platzieren.

### Sonstiges
Jon Voight, der im Film Laras Vater spielt, ist Angelina Jolies Vater.
Die Rolle des Alex West sollte ursprünglich auf den Namen Alex Mars lauten. Da jedoch die rechtliche Freigabe des Namens nicht geklärt war, nannte Regisseur Simon West die Rolle nach seinem Vater Alex West, da er auf diese Weise sichergehen konnte, eine mögliche rechtliche Freigabe auch nachträglich einholen zu können. Der Roboter Simon, gegen den Lara Croft eingangs des Films kämpft, wurde nach dem Regisseur Simon West benannt.
Viele der Bewegungen und Waffen Laras sind den Videospielen entlehnt. Jolies 23 Tattoos, die über den ganzen Körper verteilt sind, wurden im Film retuschiert, sind jedoch dennoch in vereinzelten Szenen zu sehen. Die Roboter-Kampfszenen sind zum großen Teil im Computer entstanden.
Das im Film als Markenzeichen der Illuminati geltende Allsehende Auge kann außerhalb der Filmwelt nicht so gedeutet werden. Während der Handlung des Filmes wird deutlich, dass die Illuminaten, spätestens seit Lord Crofts Ausscheiden, die negativen Charaktere personifizieren. Mit der Idee, dass ein verborgener „Schlüssel“, ein unterirdisches Weltsystem, im Norden der Erde existiere, knüpft der Film an eine Form von einer Hohlwelttheorie an.
Das Mausoleum von Laras Vater ist dem von Sir Richard Francis Burton nachempfunden, einem Briten, der klassischer viktorianischer Entdecker sowie reisender Orientalist war und sich als Forscher mit Astrokartographie beschäftigte. Es befindet sich in Mortlake südwestlich von London. Er liegt mit seiner Frau in einer Gruft mit Glasdach begraben, das einem Beduinenzelt nachempfunden ist und bei dem die Särge zu sehen sind, wenn eine Treppe hinuntergestiegen wird.
Der eventuelle Einfluss der tatsächlich bevorstehenden Planetenkonstellation war um die Zeit, als der Film entstand, heiß in der Öffentlichkeit diskutiert. Die Chinesen haben am Tag dieser Konstellation, bei der verschiedene Planeten in Reihe stehen, in der Tat einst ihre Zeitrechnung gestartet.

## Deutsche Synchronfassung
Die deutsche Synchronbearbeitung entstand bei Film- & Fernseh-Synchron in München.
| Darsteller        | Deutscher Sprecher   | Rolle                     |
| ----------------- | -------------------- | ------------------------- |
| Angelina Jolie    | Marion von Stengel   | Lara Croft                |
| Jon Voight        | Joachim Höppner      | Lord Richard Croft        |
| Leslie Phillips   | Günter Wolf          | Wilson                    |
| Chris Barrie      | Fritz von Hardenberg | Hillary, der Butler       |
| Julian Rhind-Tutt | Philipp Moog         | Mr. Pimms                 |
| Daniel Craig      | Oliver Stritzel      | Alex West                 |
| Henry Wyndham     | Michael Schwarzmaier | Auktionator bei Boothby’s |
| Richard Johnson   | Norbert Gastell      | Illuminati-Anführer       |
| Robert Phillips   | Thomas Albus         | Julius                    |
| Iain Glen         | Jacques Breuer       | Manfred Powell            |
| Sylvano Clarke    | Florian Halm         | UPS-Zusteller             |
| Noah Taylor       | Dominik Auer         | Bryce                     |
| Rachel Appleton   | Jana Kilka           | junge Lara Croft          |

## Soundtrack
Am 5. Juni 2001 wurde ein Soundtrack von Elektra veröffentlicht, der 15 Musiktitel namhafter Künstler enthält.
| Nr. | Interpret                         | Titel                         |
| --- | --------------------------------- | ----------------------------- |
| 1.  | U2                                | Elevation (Tomb Raider Remix) |
| 2.  | Nine Inch Nails                   | Deep                          |
| 3.  | Moby                              | Ain’t Never Learned           |
| 4.  | Missy Elliott feat. Nelly Furtado | Get Ur Freak On               |
| 5.  | Outkast                           | Speed Ballin’                 |
| 6.  | Basement Jaxx                     | Where’s your head at          |
| 7.  | The Chemical Brothers             | Galaxy Bounce                 |
| 8.  | BT (aka Brian Transeau)           | The Revolution                |
| 9.  | Fatboy Slim feat. Bootsy Collins  | Illuminate                    |
| 10. | Fluke                             | Absurd (Whitewash Edit)       |
| 11. | Oxide & Neutrino                  | Devil’s Nightmare             |
| 12. | Groove Armada                     | Edge Hill                     |
| 13. | Leftfield                         | Song of Life                  |
| 14. | Bosco                             | Satellite                     |
| 15. | Die Toten Hosen                   | In Control                    |

## Kritiken
„Trivialer Abenteuer- und Fantasyfilm in Anlehnung an das gleichnamige Computer-Erfolgsspiel, der kaum ein Eigenleben entwickelt und noch weniger unterhält. Ohne Spannung erzählt und inszeniert, schwach gespielt.“

Sigourney Weaver, die mit Ridley Scotts Alien 1979 als eine der ersten Frauen den Durchbruch im Actiongenre schaffte, kritisierte im Jahr 2004 auf Nachfrage von Spiegel Online die neuen Kinoheldinnen wie Lara Croft:

„Ich weiß nicht, ob ich es glänzen nennen würde, wie etwa Angelina Jolie in Lara Croft zum Einsatz kam. Angelina ist eine tolle Schauspielerin, aber ihre Rolle beschränkt sich darauf, das Böse mit simpler Waffengewalt zu bekämpfen. Ich finde es ziemlich schade, dass man einer Schauspielerin vom Kaliber einer Angelina Jolie nicht mehr Spielraum lässt, um diesen Charakter Lara Croft mit einem Hauch mehr Intelligenz zu gestalten. Man hat sie zu sehr reduziert auf die Figur aus dem gleichnamigen Videospiel. Dicke Brüste, enge Shorts und eine Knarre in der Hand, das allein reicht in meinen Augen noch nicht, um einen weiblichen Hero zu kreieren.“

## Auszeichnungen
2001 wurde der Film mit dem Bogey in Silber ausgezeichnet. Im selben Jahr erhielt er eine Nominierung bei den DVD Exclusive Awards in der Kategorie Best Overall New Extra Features, New Release. Zudem wurde der Film ebenfalls 2001 bei den Teen Choice Awards in der Kategorie Choice Drama/Action Adventure nominiert, während Angelina Jolie eine Nominierung in der Kategorie Choice Actress erhielt.
DVD Champion zeichnete den Film 2002 in der Kategorie Programm Awards – Internationaler Film aus. Für die Musik des Films wurde Graeme Revell im Jahr 2002 bei den BMI Film & TV Awards ausgezeichnet. Missy Elliott und Tim Mosley wurden im selben Jahr von der American Society of Composers, Authors and Publishers für ihren Musiktitel Get Ur Freak On in der Kategorie Most Performed Songs from Motion Pictures ausgezeichnet. Bei den Saturn Awards wurde Angelina Jolie 2002 als beste Schauspielerin nominiert, während der Film Nominierungen in den Kategorien Best Science Fiction Film sowie Best DVD Special Edition Release erhielt. Zudem wurde Angelina Jolie im selben Jahr bei den Nickelodeon Kids’ Choice Awards in der Kategorie Favorite Female Action Hero nominiert. Für ihren Kampf gegen den Roboter Simon wurde sie bei den MTV Movie Awards im Jahr 2002 in der Kategorie Best fight nominiert und erhielt zudem eine Nominierung in der Kategorie Best Female Performance. Angelina Jolie erhielt zudem 2002 eine Nominierung für die Goldene Himbeere in der Kategorie schlechteste Schauspielerin für ihre Rollen in Lara Croft: Tomb Raider sowie für Original Sin. Die Motion Picture Sound Editors nominierten die Sound-Crew des Films 2002 für einen Golden Reel Award in der Kategorie Best Sound Editing – Effects & Foley, Domestic Feature Film. Bei den Taurus Awards 2002 wurde Eunice Huthart für den besten Stunt einer Stuntfrau für ihre Bungee-Szene eingangs der Kampfszene im Anwesen der Crofts nominiert.

## Fortsetzungen
2003 erschien die Fortsetzung Lara Croft: Tomb Raider – Die Wiege des Lebens, in der ebenfalls Angelina Jolie die Hauptrolle spielt.
Ende Januar 2009 verkündete Warner Brothers, dass sie zusammen mit Dan Lin mit der Entwicklung eines „Tomb Raider“-Neustarts begonnen haben. Im Gegensatz zu den bisherigen Filmen sollten der Ursprung des Charakters Lara Croft sowie ihr Auftrag, ihre Interessen und die Gegner neu dargestellt werden. Die Spielerechte besitzt der Publisher Eidos, Time Warner erwarb im Dezember 2008 die Filmrechte. Lin sollte das Projekt mit Stephen Gilchrist als Co-Produzent und Ian Livingstone von Eidos als ausführendem Produzent produzieren, dazu kam es jedoch nicht. Vielmehr wurde 2018 mit Tomb Raider ein Neustart veröffentlicht, produziert von Graham King mit seiner Produktionsfirma GK Films in Zusammenarbeit mit MGM und Warner Bros.